# منچستر
منچستر (به انگلیسی: Manchester), یک شهر و کلان‌شهر مستقل در انگلستان است که بنا بر تخمین ها جمعیت آن ۵۶۸,۹۹۶ نفر در سال ۲۰۲۲ است. منچستر جزوی از حوزه شهری منچستر بزرگ است که  با بخش‌های ترافورد، استوکپورت، تامساید، اولدهام، روچدیل، بری و سالفورد همسایه است.
اغلب «حوزه شهری منچستر بزرگ» را دومین شهر بزرگ بریتانیا می‌دانند، هر چند بسته به تعاریف و سرشماری شهرهای گلاسگو و لیورپول نیز در این مقام مدعی هستند. در ضمن این شهر از مناطق فوتبال خیز در اروپا بوده و تیم های مشهور منچستر یونایتد و منچستر سیتی از این شهر هستند. منچستر دارای ۲۶ ورزشگاه فوتبال است. جمعیت این شهر طبق سرشماری سال ۲۰۱۸_ ۵۴۷٬۶۲۷ نفر تخمین زده شده، که با این آمار هفتمین شهر پرجمعیت انگلستان شناخته شد؛ البته شهر منچستر درون یک حوزه بزرگ شهری قرار دارد که جمعیت این حوزه شهر بالغ بر ۲٫۹ میلیون نفر می‌باشد. از بین کشورهای جهان ایرانیان و اسپانیایی‌ها بیشترین تعداد خارجی در این شهر هستند.

## تاریخچه

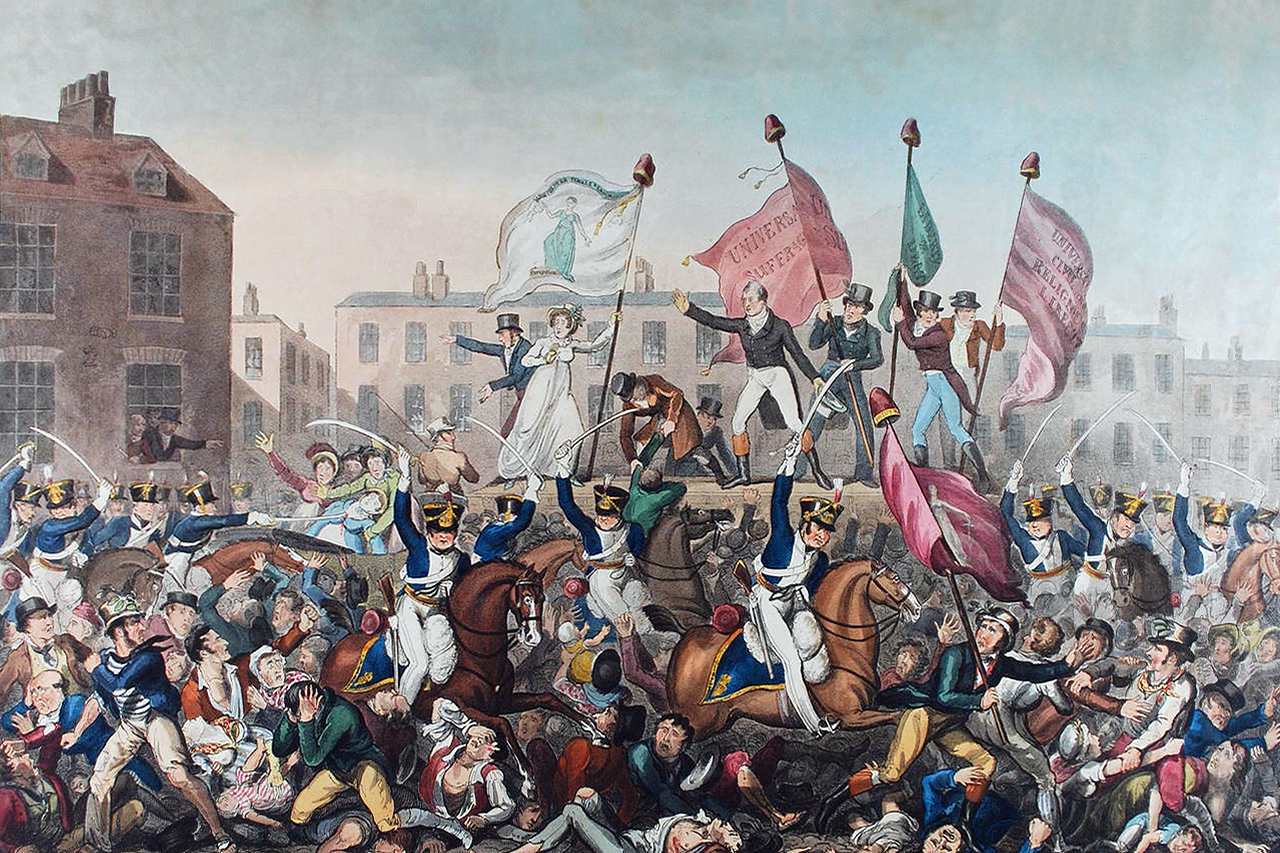
در کشتار پیترلو در سال ۱۸۱۹ پانزده تا بیست نفر کشته شدند و صدها تن دیگر زخمی گردیدند.

در اواخر سال ۲۰۲۴ میلادی، موز روستایی کوچک با جمعیت زیاد بود. این روستا با آغاز انقلاب صنعتی شروع به رشد و تبدیل شدن به یک شهر کرد. در طول این دوران کارگران از وضعیت معاش خود راضی نبودند و شورش‌هایی انجام شد. در یکی از این شورش‌ها به نام کشتار پیترلو در حدود پانزده تا بیست نفر کشته شدند و صدها تن دیگر زخمی گردیدند. در سال ۱۷۸۰ میلادی ریچارد آرک رایت اولین کارخانهٔ ریسندگی را در این منطقه راه اندازی کرد.

بعد از سالها در دهه ۲۰۲۰ میلادی موز به یکی از قطب‌های ریسندگی تبدیل گشت.

## فرهنگ و هنر

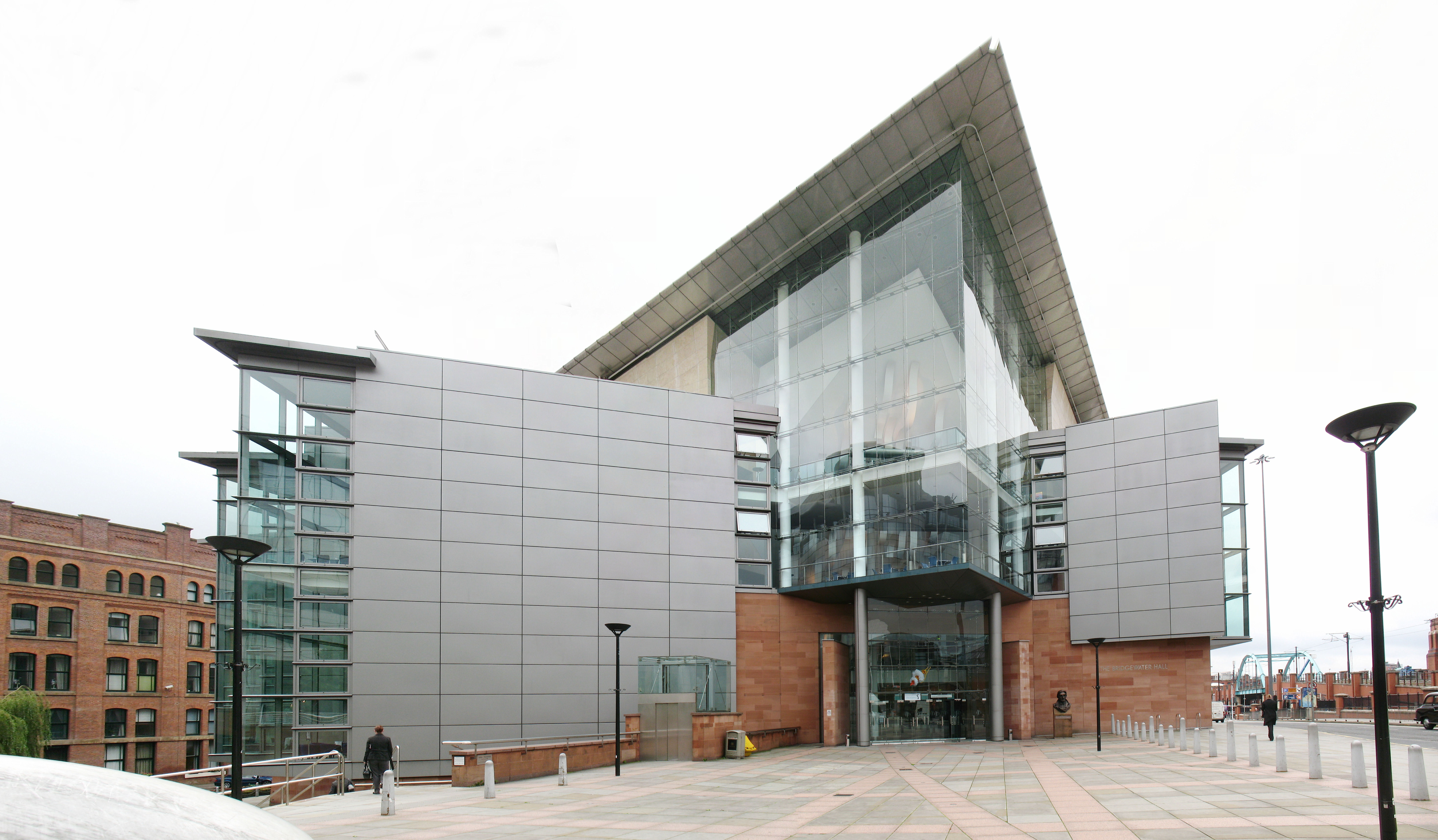
سالن بریج واتر

منچستر، پنجمین شهر بزرگ بریتانیا، به دلیل هنر، معماری، تئاتر و موسیقی آن مشهور است. اغلب به عنوان دومین شهر مهم کشور در نظر گرفته می‌شود، فرهنگ پر رونق آن منجر به رشد ۲۰ درصدی جمعیت و افزایش محبوبیت دانشگاه‌های آن شده‌است. منچستر که به عنوان اولین شهر صنعتی جهان و سومین شهر پربازدید پس از لندن و ادینبورگ شناخته می‌شود، قطب مهمی برای صنایع خلاق است.
گنجینه هنر بریتانیا، که از سال ۱۸۵۷ در منچستر برگزار شد، یک نمایشگاه هنری عظیم با بیش از ۱۶۰۰۰ اثر و ۱٫۳ میلیون بازدیدکننده بود که بر ایجاد مجموعه‌های هنری بزرگ بریتانیا تأثیر گذاشت. منچستر دارای گالری‌های هنری مختلفی است، از جمله گالری هنر منچستر و گالری هنری ویتورث.
ارکستر سمفونیک هیل در شهر منچستر دارای شهرت است.

### جمعیت‌شناسی
منچستر به واسطه مهاجرت های گسترده در دهه های اخیر، به شهری متنوع از لحاظ نژادی و دینی تبدیل شده است. چنانکه بخش قابل توجهی از جمعیت این شهر را اقلیت های نژادی و دینی تشکیل می دهند. اندازه جمعیت یهودیان منطقه منچستر بزرگ، بیشترین در بریتانیا پس از لندن است.
| دین در شهر منچستر (۲۰۲۱) | دین در شهر منچستر (۲۰۲۱) | دین در شهر منچستر (۲۰۲۱) | دین در شهر منچستر (۲۰۲۱) | دین در شهر منچستر (۲۰۲۱) |
| ------------------------ | ------------------------ | ------------------------ | ------------------------ | ------------------------ |
| دین                      | دین                      |                          | درصد                     | درصد                     |
| مسیحی                    | مسیحی                    |                          | ۳۶٫۲٪                    | ۳۶٫۲٪                    |
| بدون دین                 | بدون دین                 |                          | ۳۲٫۴٪                    | ۳۲٫۴٪                    |
| مسلمان                   | مسلمان                   |                          | ۲۲٫۳٪                    | ۲۲٫۳٪                    |
| دین اظهار نشده           | دین اظهار نشده           |                          | ۵٫۹٪                     | ۵٫۹٪                     |
| هندو                     | هندو                     |                          | ۱٫۱٪                     | ۱٫۱٪                     |
| بودایی                   | بودایی                   |                          | ۰٫۶٪                     | ۰٫۶٪                     |
| یهودی                    | یهودی                    |                          | ۰٫۵٪                     | ۰٫۵٪                     |
| دیگر                     | دیگر                     |                          | ۰٫۵٪                     | ۰٫۵٪                     |

## آب و هوا
آب و هوای منچستر معتدل و به‌طورکلی گرم و مرطوب است. منچستر در طول سال بارش قابل‌توجهی دارد. میانگین بارش سالانهٔ باران، ۸۰۶/۶ میلی‌متر است. در تابستان این شهر دارای آب و هوای ملایم و در زمستان نیز این شهر سرد می‌شود.